# ユーロ・ストックス50指数
ユーロ・ストックス50指数（ユーロ・ストックス50しすう、英: EURO STOXX 50 Index）は、STOXXが算出する、ユーロ圏先進11カ国のスーパーセクターにおける上位銘柄により構成される株価指数。流動性の高い50のブルーチップ（優良銘柄）の株価を基に算出される、時価総額加重平均型株価指数である。
1998年2月26日に算出が始められた。構成銘柄は例年9月に定期更新が行われるほか、不定期に入れ替えが行われる場合もある。
上場投資信託や先物・オプション取引などで使用され、EUREXの商品「ダウ・ジョーンズ・ユーロ・ストックス50」などが広く知られる。なお、STOXXは、本指数と名称の類似したSTOXX Europe 50 Index（ストックス欧州50指数）も算出しているが、これはユーロ圏11カ国に加え、イギリス・スイスなど非ユーロ圏6カ国を対象に含めた別指数である。
| ユーロ・ストックス50指数 (DSX) |        |
| ------------------------------ | ------ |
| 両替:                          | EUREX  |
| セクタ:                        | 索引   |
| ティックサイズ:                | 1      |
| ティック値:                    | 10 EUR |
| BPV:                           | 10     |
| 宗派:                          | EUR    |
| 小数点以下:                    | 0      |

## 指数の推移
1991年以来の指数の推移を示す。1991年12月31日を基準日とし、その日の時価総額を1,000として算出されている。
| 年   | 年末終値 | 対前年増減率 |
| ---- | -------- | ------------ |
| 1991 | 1,000.00 |              |
| 1992 | 1,033.51 | 3.35         |
| 1993 | 1,433.34 | 38.69        |
| 1994 | 1,320.59 | -7.87        |
| 1995 | 1,506.82 | 14.10        |
| 1996 | 1,850.32 | 22.80        |
| 1997 | 2,531.99 | 36.84        |
| 1998 | 3,342.32 | 32.00        |
| 1999 | 4,904.46 | 46.74        |
| 2000 | 4,772.39 | -2.69        |
| 2001 | 3,806.13 | -20.25       |
| 2002 | 2,386.41 | -37.30       |
| 2003 | 2,760.66 | 15.68        |
| 2004 | 2,951.24 | 6.90         |
| 2005 | 3,578.93 | 21.27        |
| 2006 | 4,119.94 | 15.12        |
| 2007 | 4,399.72 | 6.79         |
| 2008 | 2,451.48 | -44.28       |
| 2009 | 2,966.24 | 21.00        |
| 2010 | 2,792.82 | -5.85        |
| 2011 | 2,316.55 | -17.05       |
| 2012 | 2,635.93 | 13.79        |
| 2013 | 3,109.00 | 17.95        |
| 2014 | 3,140.24 | 1.00         |
| 2015 | 3,267.52 | 4.05         |
| 2016 | 3,290.52 | 0.70         |
| 2017 | 3,503.96 | 6.49         |
| 2018 | 3,001.42 | -14.34       |
| 2019 | 3,745.15 | 24.78        |
| 2020 | 3,552.64 | -5.14        |
| 2021 | 4,298.41 | 20.99        |
| 2022 | 3,793.62 | -11.74       |
| 2023 | 4,521.65 | 19.19        |

最高値
2025年2月18日　終値　5,533.84
2025年2月18日　最高値　5,544.12

## 構成銘柄

### 近年の銘柄入替
| 2023年12月18日 | ヴォルタース・クルーワー                                     | フラッター・エンターテインメント                                                                 |
| 2023年9月18日  | フェラーリ、サンゴバン                                       | ヴォノヴィア、CRH ※ユーロネクスト・ダブリン上場廃止に伴う除外                                    |
| 2023年2月27日  | ウニクレディト                                               | リンデ ※フランクフルト証券取引所上場廃止に伴う除外                                               |
| 2022年9月19日  | ノルデア銀行、ノキア                                         | コネ、フィリップス                                                                               |
| 2021年12月20日 | エルメス・インターナショナル                                 | ユニバーサル ミュージック グループ                                                               |
| 2021年9月21日  | ユニバーサル ミュージック グループ                           | ヴィヴェンディ                                                                                   |
| 2021年9月20日  | ビルバオ・ビスカヤ・アルヘンタリア銀行、ステランティス       | アマデウスITグループ、エンジー                                                                   |
| 2021年3月22日  | インフィニオン・テクノロジーズ                               | ノキア                                                                                           |
| 2020年11月30日 | フラッター・エンターテインメント                             | ユニリーバ ※オランダ法人上場廃止に伴う除外                                                       |
| 2020年9月21日  | Adyen、コネ、プロサス、ペルノ・リカール、ヴォノヴィア        | ビルバオ・ビスカヤ・アルヘンタリア銀行、フレゼニウス、ソシエテ・ジェネラル、Orange、テレフォニカ |
| 2019年9月23日  | ドイツ取引所                                                 | ウニベイル・ロダムコ・ウェストフィールド                                                         |
| 2018年9月24日  | アマデウスITグループ、ケリング、リンデ                       | ドイツ銀行、E.ON、サンゴバン                                                                     |
| 2017年9月18日  | 変更なし                                                     | 変更なし                                                                                         |
| 2016年9月19日  | アホールド・デレーズ、アディダス、CRH                        | カルフール、ゼネラリ保険、ウニクレディト                                                         |
| 2015年9月21日  | フレゼニウス、サフラン                                       | レプソル、RWE                                                                                    |
| 2014年9月22日  | ノキア                                                       | CRH                                                                                              |
| 2013年9月23日  | ドイツポスト                                                 | アルセロール・ミッタル                                                                           |
| 2013年3月18日  | エアバス                                                     | ノキア                                                                                           |
| 2012年9月24日  | 変更なし                                                     | 変更なし                                                                                         |
| 2012年6月18日  | ASMLホールディング、エシロール                               | ドイツ取引所、テレコム・イタリア                                                                 |
| 2011年9月19日  | インディテックス、フォルクスワーゲン                         | アルストム、クレディ・アグリコル                                                                 |
| 2010年9月20日  | BMW                                                          | エイゴン                                                                                         |
| 2010年2月8日   | ウニベイル・ロダムコ                                         | フォルクスワーゲン                                                                               |
| 2009年9月21日  | アンハイザー・ブッシュ・インベブ、CRH                        | フォルティスグループ、ルノー                                                                     |
| 2008年9月22日  | アルストム                                                   | アルカテル・ルーセント                                                                           |
| 2007年10月15日 | ドイツ取引所                                                 | ABNアムロ銀行                                                                                    |
| 2007年10月10日 | フォルクスワーゲン                                           | エンデサ                                                                                         |
| 2007年9月24日  | ヴァンシ、アルセロール・ミッタル、シュナイダーエレクトリック | ロイヤル・アホールド、アライド・アイリッシュ銀行、ラファージュ                                   |
| 2006年9月18日  | 変更なし                                                     | 変更なし                                                                                         |
| 2005年9月19日  | 変更なし                                                     | 変更なし                                                                                         |
| 2004年9月20日  | クレディ・アグリコル                                         | フォルクスワーゲン                                                                               |
| 2003年9月22日  | イベルドローラ                                               | バイエリッシュ抵当フェラインス銀行                                                               |
| 2002年9月23日  | ラファージュ                                                 | ピノー・プランタン・ルドゥート                                                                   |
| 2001年9月24日  | サンゴバン                                                   | KPN                                                                                              |
| 2000年9月18日  | ダノングループ、サンパオロIMI                                | エレクトラベル、メトロ                                                                           |
| 2000年3月20日  | エネル                                                       | サンゴバン                                                                                       |